# Mango Carabao
El mango Carabao, también conocido como mango filipino o mango Manila, es una variedad de mango particularmente dulce de Filipinas. Es una de las razas de mango más importantes cultivadas en este archipiélago. Esta variedad tiene fama internacional por su sabor, y fue clasificada como la más dulce entre las variedades de mango por el Libro Guinness de los récords en 1995. Toma su nombre del carabao, una raza nativa de búfalos domesticados.
Existen hasta 14 cepas o subvariedades diferentes de mango Carabao, entre las que se incluyen la Talaban y la Fresco de Guimarás, la MMSU Gold de Ilocos y el Lamao o el Sweet Elena de Zambales. Un estudio comparativo realizado en 2003 por la Oficina de Investigación Agrícola del Departamento de Agricultura de Filipinas encontró que la Sweet Elena de Zambales es la variedad de mango Carabao más dulce.
De los mangos filipinos derivan las variedades mexicanas Ataúlfo, Manila y Manilita, que fueron importados al país americano a través del comercio de los galeones de Manila, entre 1600 y 1800. Comercialmente todos estos cultivares reciben a veces el nombre de «mango Manila».